# Одіно (Мокроусовський округ)
О́діно (рос. Одино) — село у складі Мокроусовського округу Курганської області, Росія.
Населення — 347 осіб (2010, 506 у 2002).
Національний склад станом на 2002 рік:
- росіяни — 89 %